# Alcalá del Río
Alcalá del Río és una localitat de la província de Sevilla, Andalusia, Espanya. L'any 2005 tenia 9.317 habitants. La seva extensió superficial és de 83 km² i té una densitat de 112,3 hab/km². Les seves coordenades geogràfiques són 37° 31′ N, 5° 58′ O. Està situada a una altitud de 30 metres i a 13 kilòmetres de la capital de la província, Sevilla.

## Demografia
| 1998  | 1999  | 2000  | 2001  | 2002  | 2003  | 2004  | 2005  | 2006  | 2007  |
| ----- | ----- | ----- | ----- | ----- | ----- | ----- | ----- | ----- | ----- |
| 9.274 | 9.265 | 9.301 | 9.214 | 9.130 | 9.142 | 9.211 | 9.317 | 9.484 | 9.943 |